# Ambara acauda
Ambara acauda är en insektsart som beskrevs av Irena Dworakowska 1981. Ambara acauda ingår i släktet Ambara och familjen dvärgstritar. Inga underarter finns listade i Catalogue of Life.